# Delarbrea balansae
Delarbrea balansae är en araliaväxtart som först beskrevs av Henri Ernest Baillon, och fick sitt nu gällande namn av Lowry och G.M.Plunkett. Delarbrea balansae ingår i släktet Delarbrea och familjen Araliaceae. Inga underarter finns listade.